# Hasina (potok)
Hasina je potok v jihozápadní části Ústeckého kraje. Je to pravý přítok řeky Ohře, který odvodňuje nevelké území na jihu okresu Louny. Délka toku činí 24,7 km. Plocha povodí měří 80,5 km².

## Průběh toku
Hasina pramení ve vrchovině Džbán, pod východními svahy návrší Na Rovinách (proslulého kamennými Kounovskými řadami), asi 2 km západně od obce Domoušice. Na svém toku severním Džbánem a jižním okrajem Dolnooharské tabule vytváří hluboce zaříznuté údolí, které se otevírá teprve před ústím. Hasina se vlévá do Ohře (ř.km 69,8) pod Skupicemi (dnes částí města Postoloprty), naproti starobylému hradišti Drahúš. Část dolního toku pod Lipencem je od roku 2002 chráněna coby přírodní památka Údolí Hasiny u Lipence (rozloha 16,83 ha).

## Přítoky
(L = levý, P = pravý; vesměs jde o drobné toky do několika kilometrů délky)
- Domoušický potok (P, pod Domoušicemi)
- Lhotský potok (P, pod Domoušicemi)
- Pnětlucký (Stříbrný) potok (L, v Konětopech)
- Maruška (P, před Jimlínem)
- Lipenský potok (L, pod Lipencem)